# Eusimonia nigrescens
Eusimonia nigrescens es una especie de arácnido  del orden Solifugae de la familia Karschiidae.

## Distribución geográfica
Se encuentra en Grecia, Turquía y Siria.